# ستيف ليونارد
ستيف ليونارد (بالإنجليزية: Steve Leonard)‏ هو طبيب بيطري ومقدم تلفزيوني بريطاني، ولد في 4 سبتمبر 1972 في Enniskillen ‏ في المملكة المتحدة.

## وصلات خارجية
- ستيف ليونارد على موقع IMDb (الإنجليزية)